# Мурманский океанариум
Мурманский океанариум — океанариум в городе Мурманске, самый северный в мире. Владельцем является ООО «Арктиксервис — Мурманский океанариум».
Был закрыт 1 января 2022

## История
В 1984 году в посёлке Дальние Зеленцы Мурманской области в Мурманском морском биологическом институте РАН была создана лаборатория морских млекопитающих. Лаборатория изучала возможности обучения дельфинов и тюленей для помощи людям в мирное и военное время. Накопленный опыт в дрессировке стало возможным использовать в цирковых представлениях. И в декабре 1991 года было зарегистрировано закрытое акционерное общество «Мурманский Океанариум», учредителями и акционерами которого стали 20 предприятий города. 12 июля 1992 года открылся комплекс на Семёновском озере. Было показано первое представление на открытом воздухе. в 1994 году судоремонтным заводом «Нерпа» была открыта база для зимовки в морской воде губы Оленьей. В 1995-1996 годах шло строительство закрытого океанариума.
И уже на 80-летие Мурманска 4 октября 1996 года океанариум принял первых посетителей. В 2006 году Мурманский морской биологический институт в связи с финансовыми трудностями прекратил финансирование, в результате чего океанариум задолжал всевозможных налогов в бюджет на общую сумму в 317 тысяч рублей. В январе 2007 года океанариум был куплен компанией «Арктиксервис» и получил новое название ООО «Арктиксервис — Мурманский океанариум». На сегодняшний день Мурманский океанариум — единственный в Европе аквариальный комплекс, где обучаются и выступают арктические тюлени. Океанариум является уникальной экспериментальной база для ученых биологов. Тренеры проводят множество исследований по физиологии животных, по звуковым восприятиям, остроте зрения, цветовым гаммам, которые они различают. В конце 2018 года океанариум был куплен компанией ООО «Север Строй», но сохранил прежнее название. Пандемия коронавирусной инфекции в 2020 году, закрытые предприятия на карантин с марта 2020 года окончательно подорвали шаткое финансовое положение океанариума, и коллектив обратился с открытым письмом о помощи к губернатору Мурманской области. Власти города и Мурманской области, а так же учредитель затянули решение вопроса  по спасению и сохранению океанариума до января 2022 года, что привело к закрытию океанариума для посетителей, в связи с невозможностью получить лицензию в имеющихся условиях старого здания. Получении лицензии введено с 1  января 2022 года. Учредитель обещал приступить к постройке нового здания океанариума, а содержания коллектива и артистов на время проектирования и строительства возложил на себя, о чем заявил в телефонном разговоре с губернатором 18 декабря 2021 года и при личной встрече 20 января 2022 года. Губернатор обещал все контролировать
В океанариуме проживают и выступают серые тюлени, гренландский тюлень, морской заяц и кольчатая нерпа.